# Dooly County
Dooly County är ett administrativt område i delstaten Georgia, USA, med 14 918 invånare. Den administrativa huvudorten (county seat) är Vienna. 

## Geografi
Enligt United States Census Bureau har countyt en total area på 1 028 km². 1 017 km² av den arean är land och 11 km² är vatten.

### Angränsande countyn
- Houston County, Georgia - nordost
- Pulaski County, Georgia - öst
- Wilcox County, Georgia - sydost
- Crisp County, Georgia - syd
- Sumter County, Georgia - väst
- Macon County, Georgia - nordväst

### Orter
- Lilly
- Pinehurst
- Unadilla
- Vienna (huvudort)